# ふたみシーサイド公園

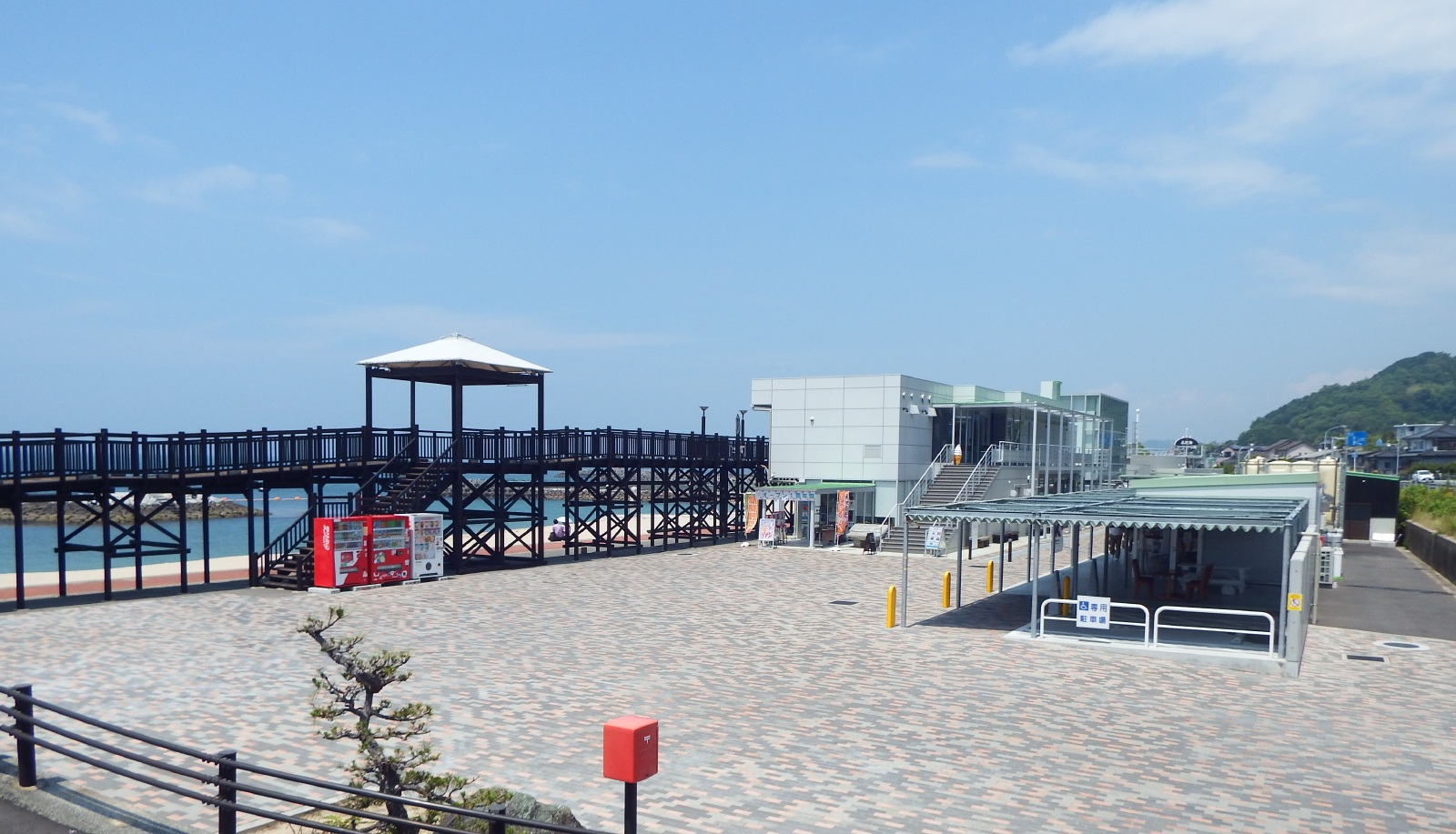
ふたみシーサイド公園

ふたみシーサイド公園（ふたみシーサイドこうえん）は、愛媛県伊予市双海町にある海浜公園。「道の駅ふたみ」が併設されている。

## 概要
国道378号沿いの伊予灘に面した立地で、海に沈む夕日が美しく見えることから、公園内にある「恋人岬」はNPO法人「日本列島夕陽と朝日の郷づくり協会」から、日本の夕陽百選に選定されている。加えて、2008年にはNPO法人地域活性化センターにより「恋人の聖地」の一つにも認定された。
緩やかな砂浜が数百メートルにわたって広がり、後方には観覧用のデッキが設置されている。夏場には海水浴や花火大会を目当てに各地から観光客が訪れる。併設された「道の駅ふたみ」には地元の特産品であるじゃこ天や鯛めし、いりこなどの海産物に加え、ソフトクリーム等も売られており、休日には多くの人で賑わう。
砂浜はパラグライダーの着地点にもなっている。

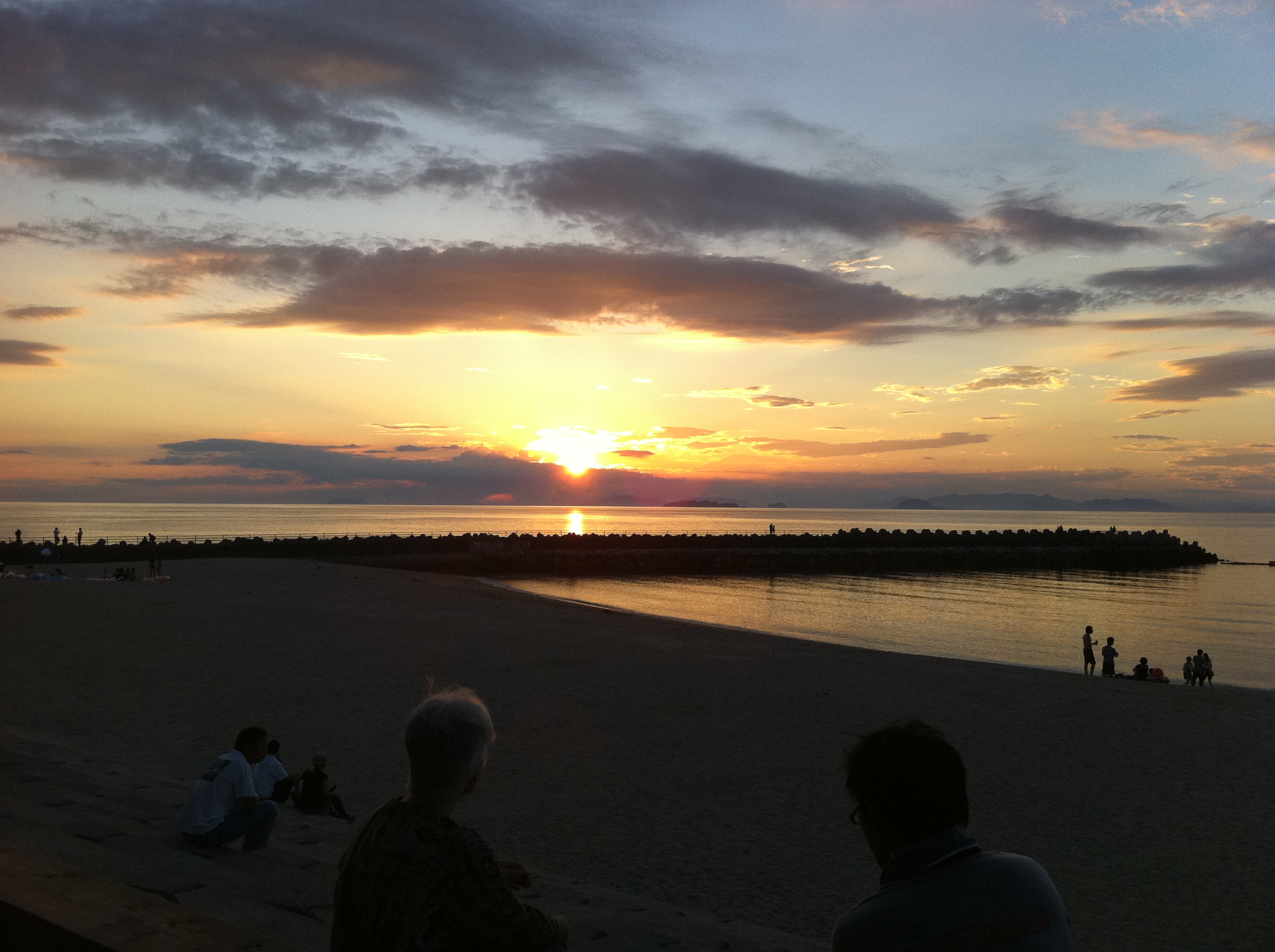
夕陽
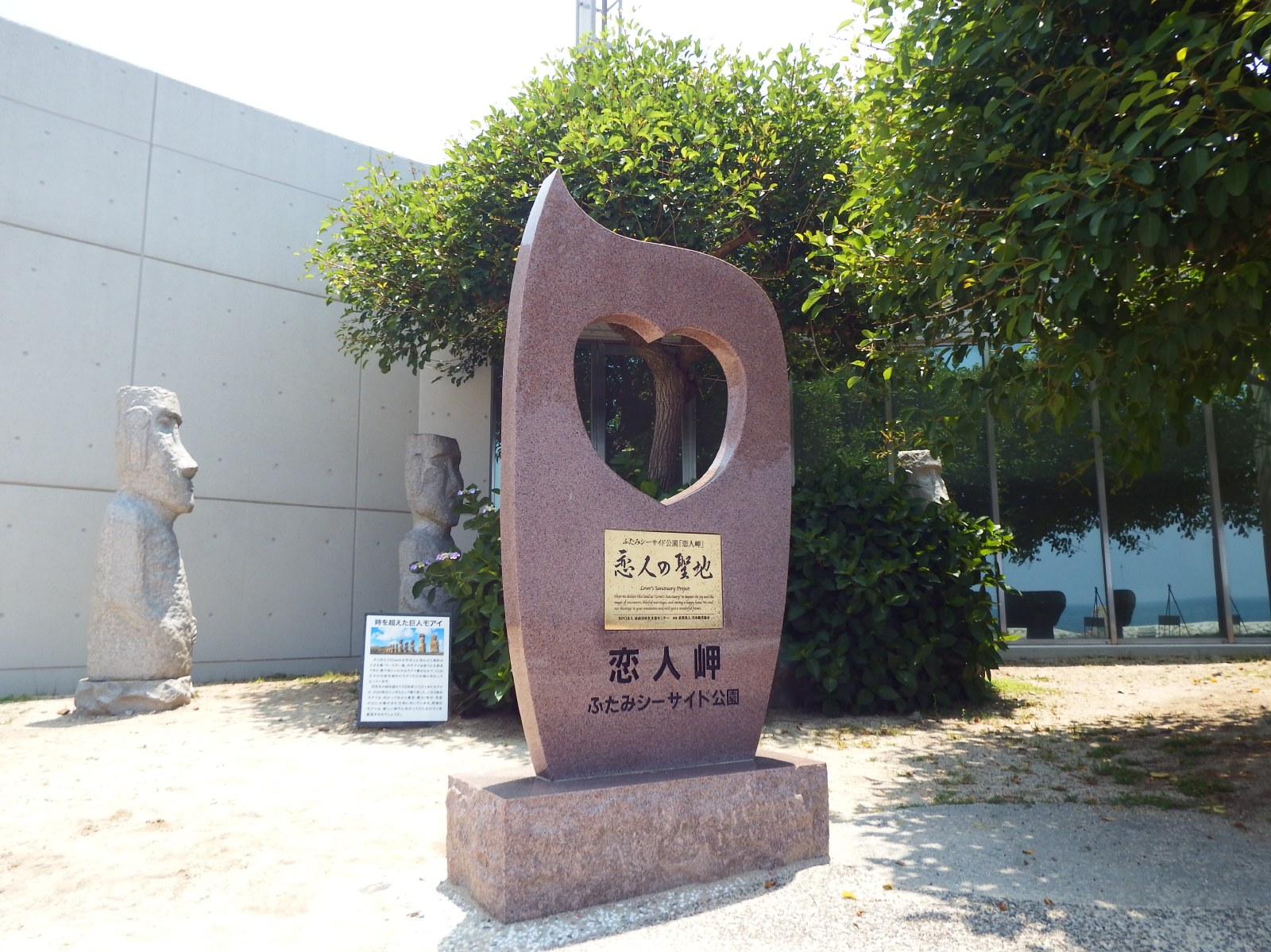
恋人の聖地
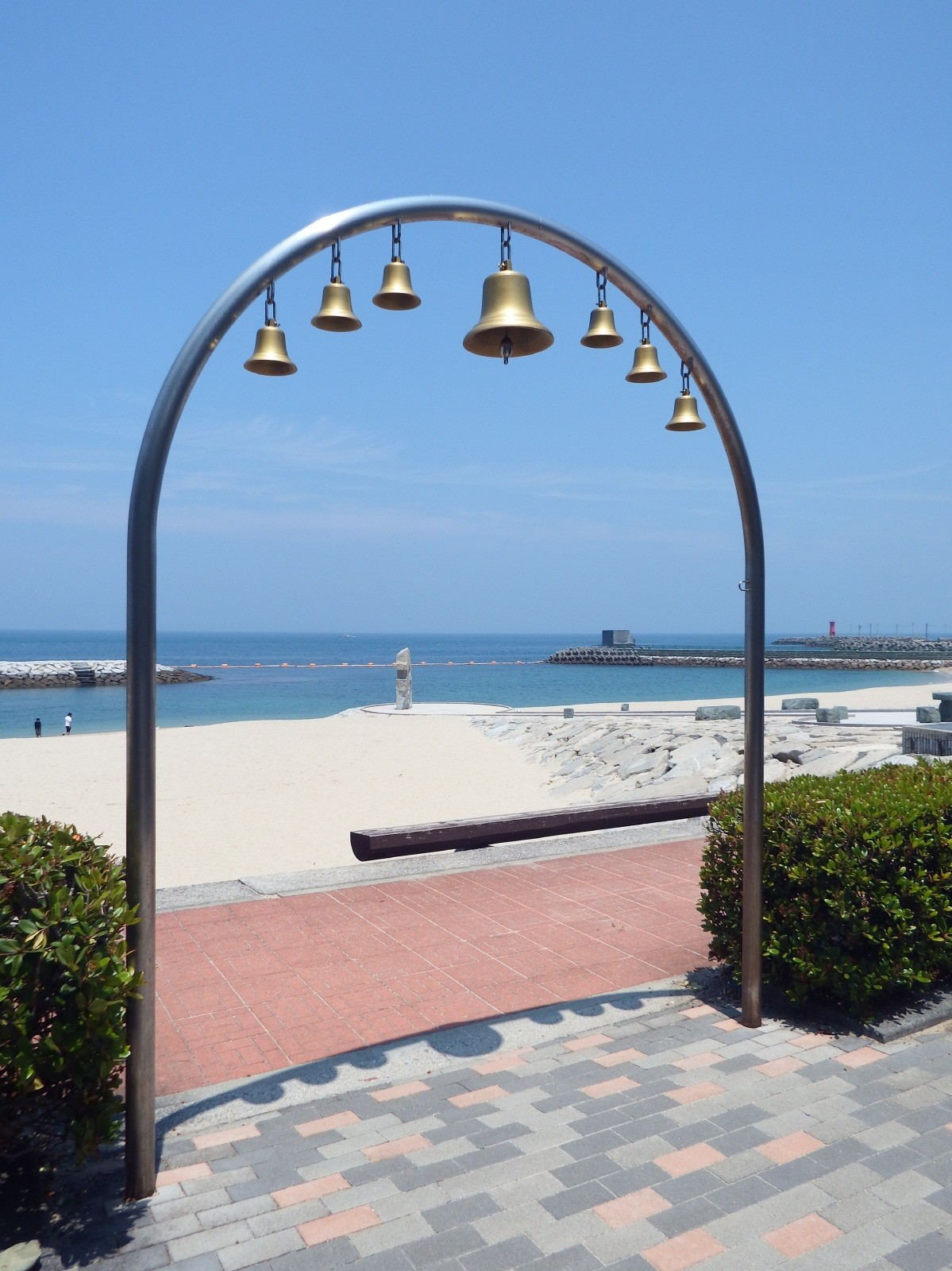
鐘
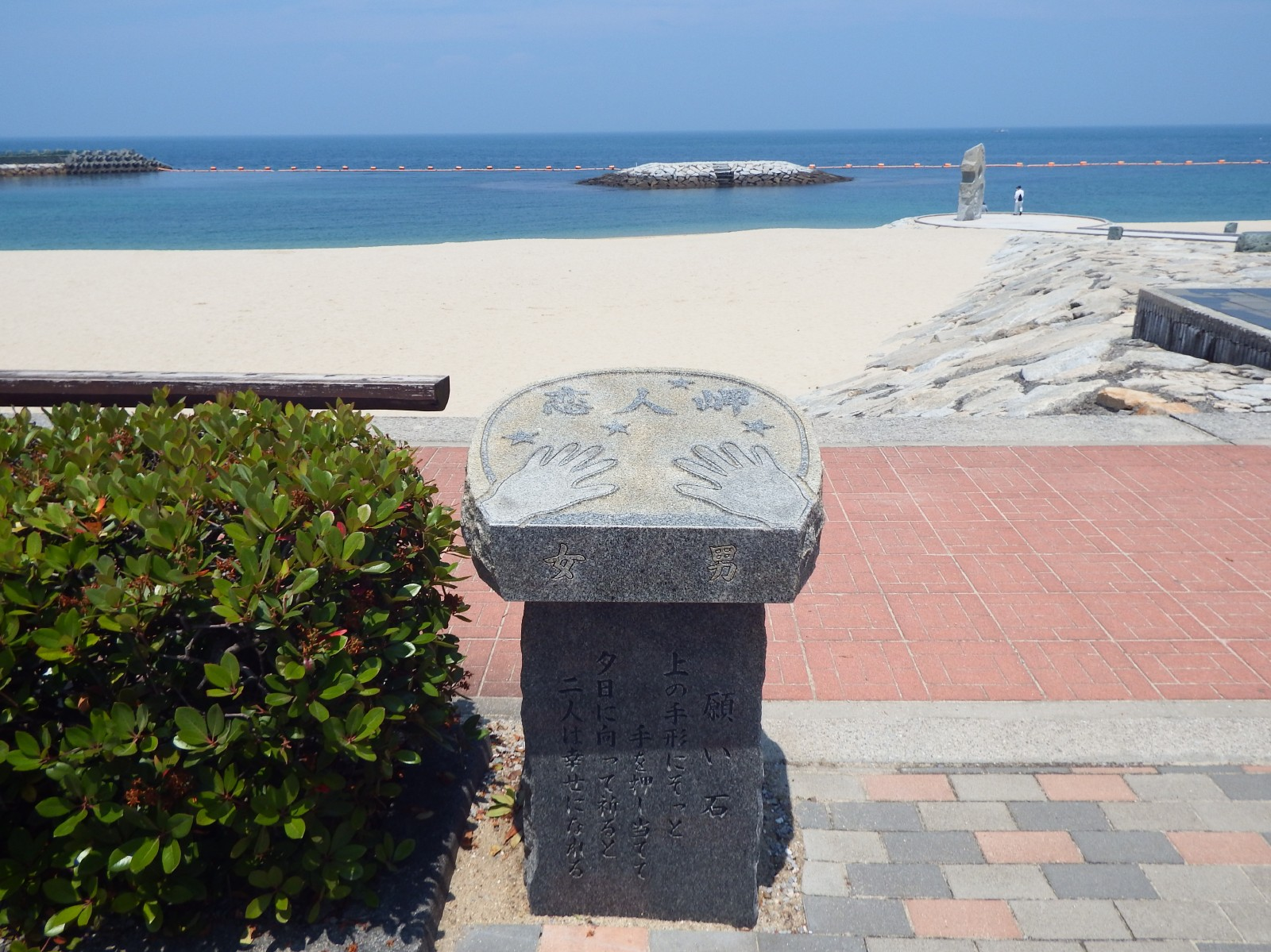
恋人岬
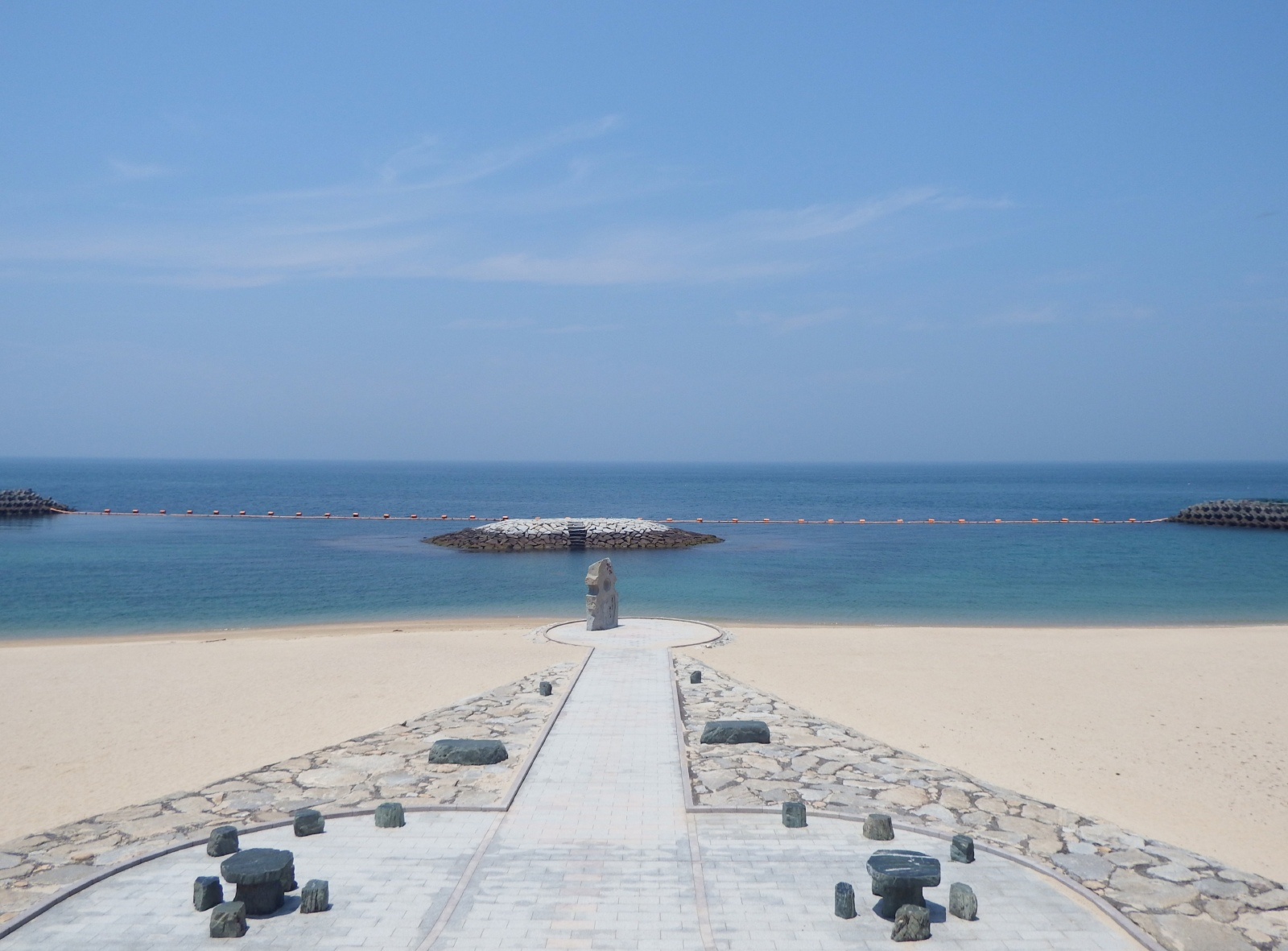
砂浜
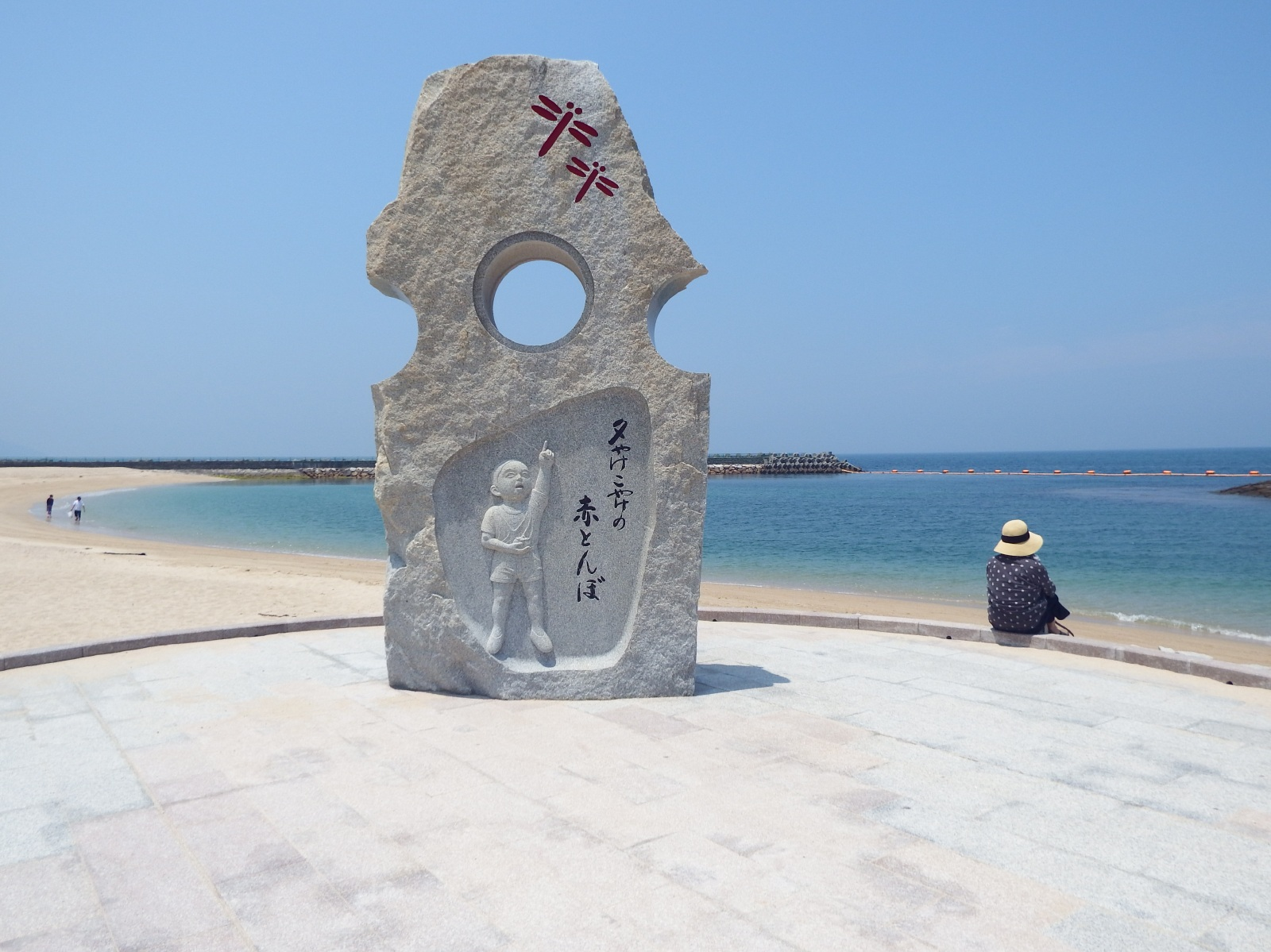
夕焼け小焼け
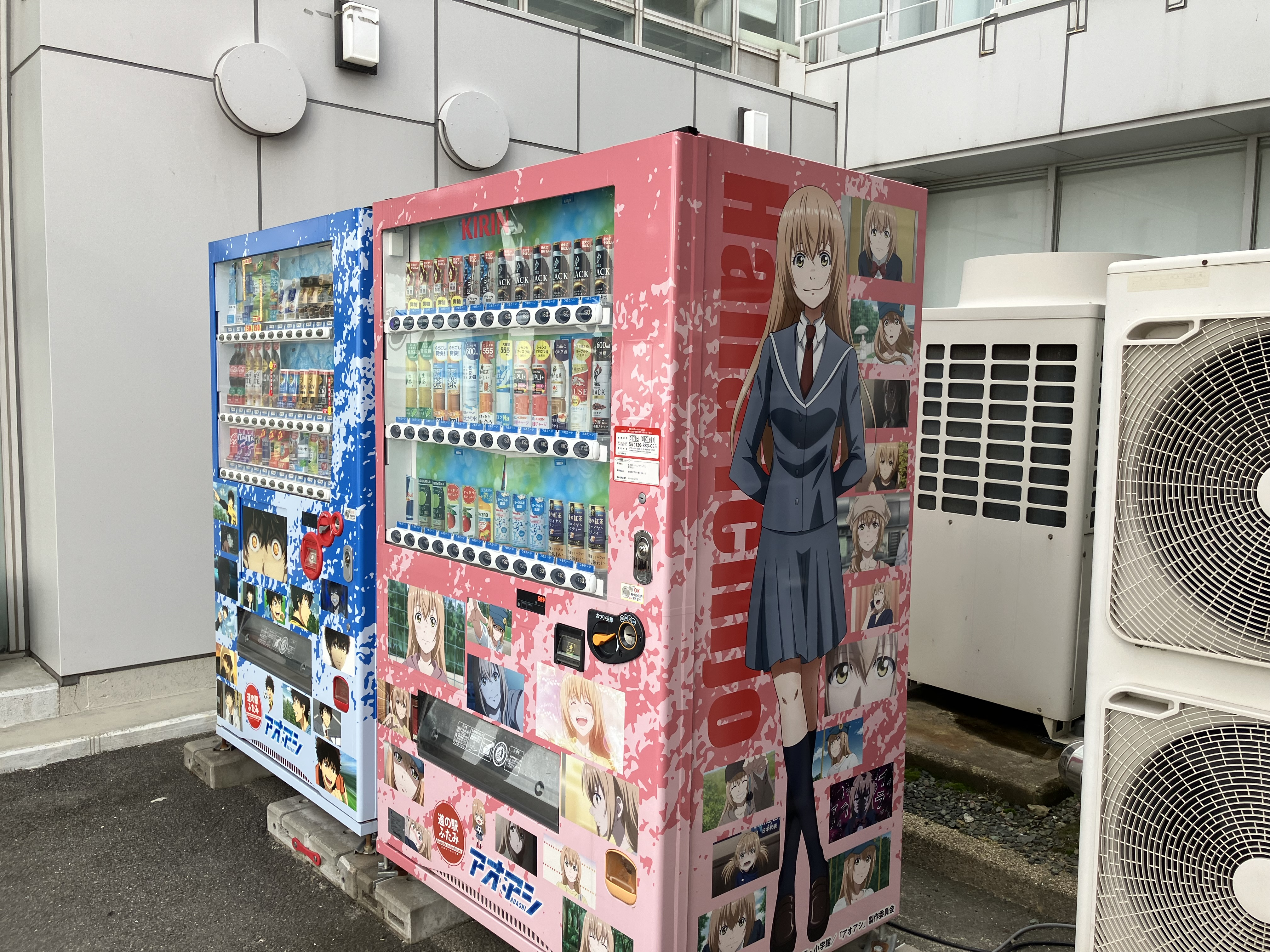
ふたみにある自動販売機（2025年6月）
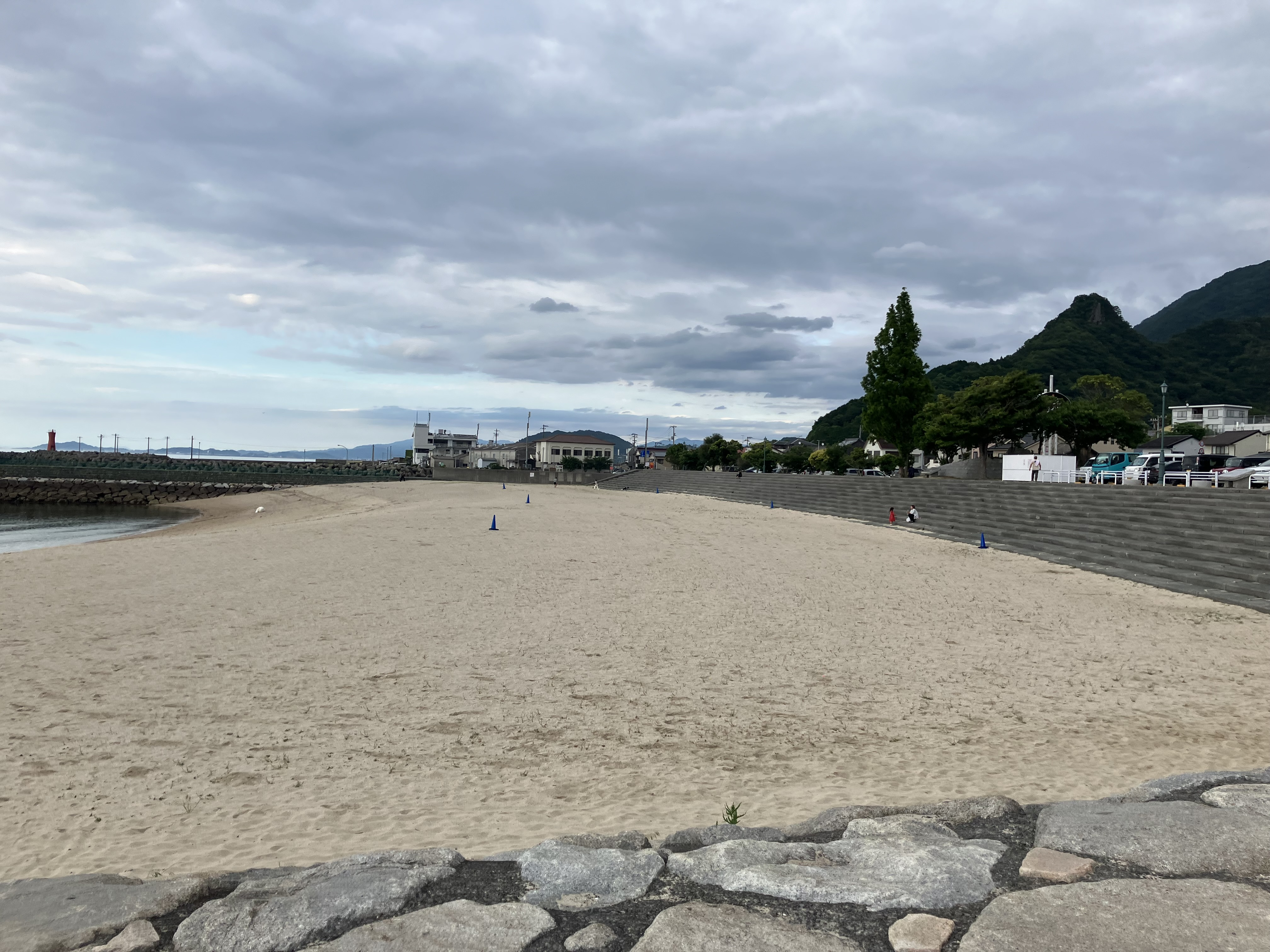
砂浜（2025年6月）
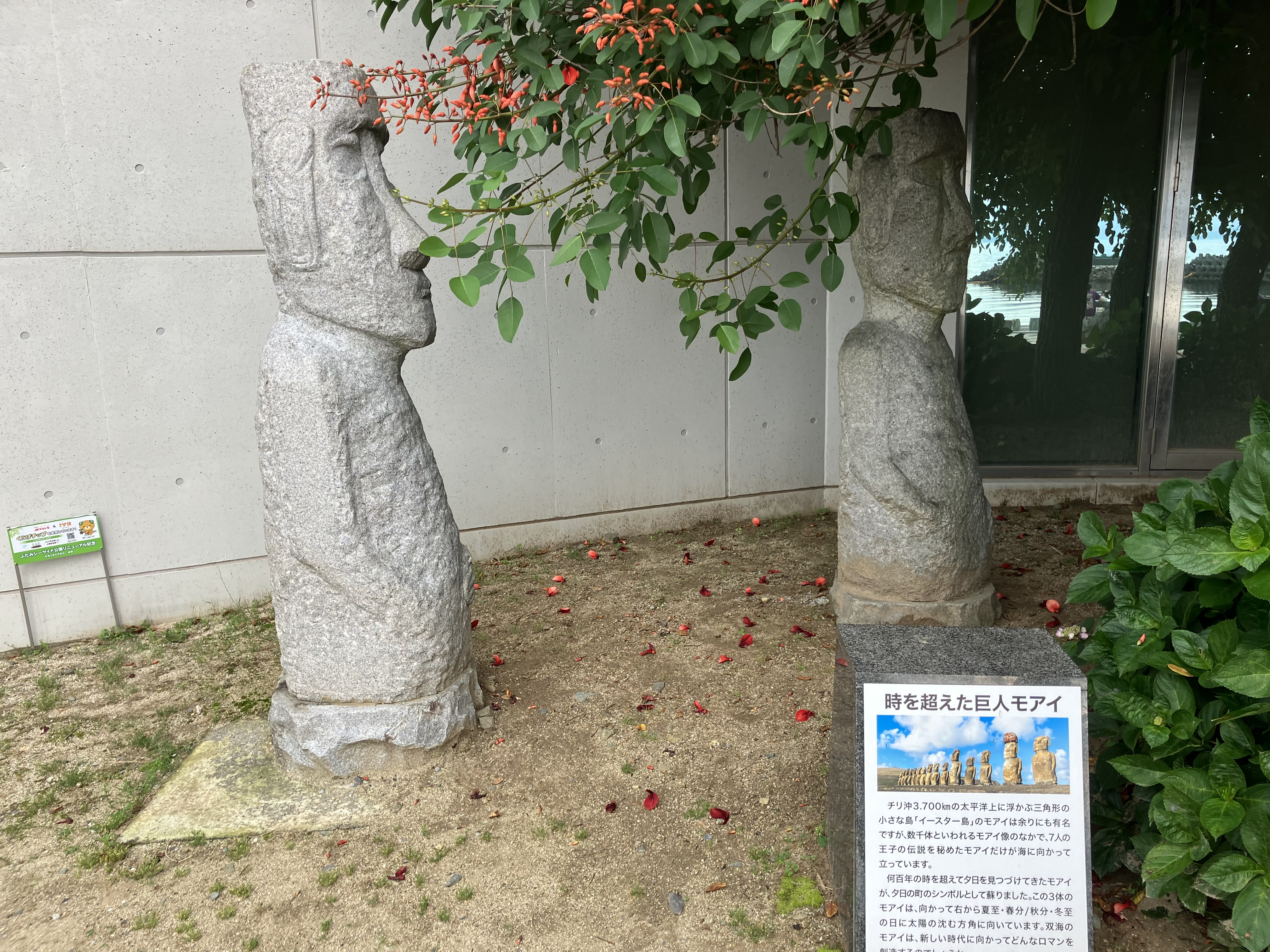
ふたみにあるモアイ（2025年6月）
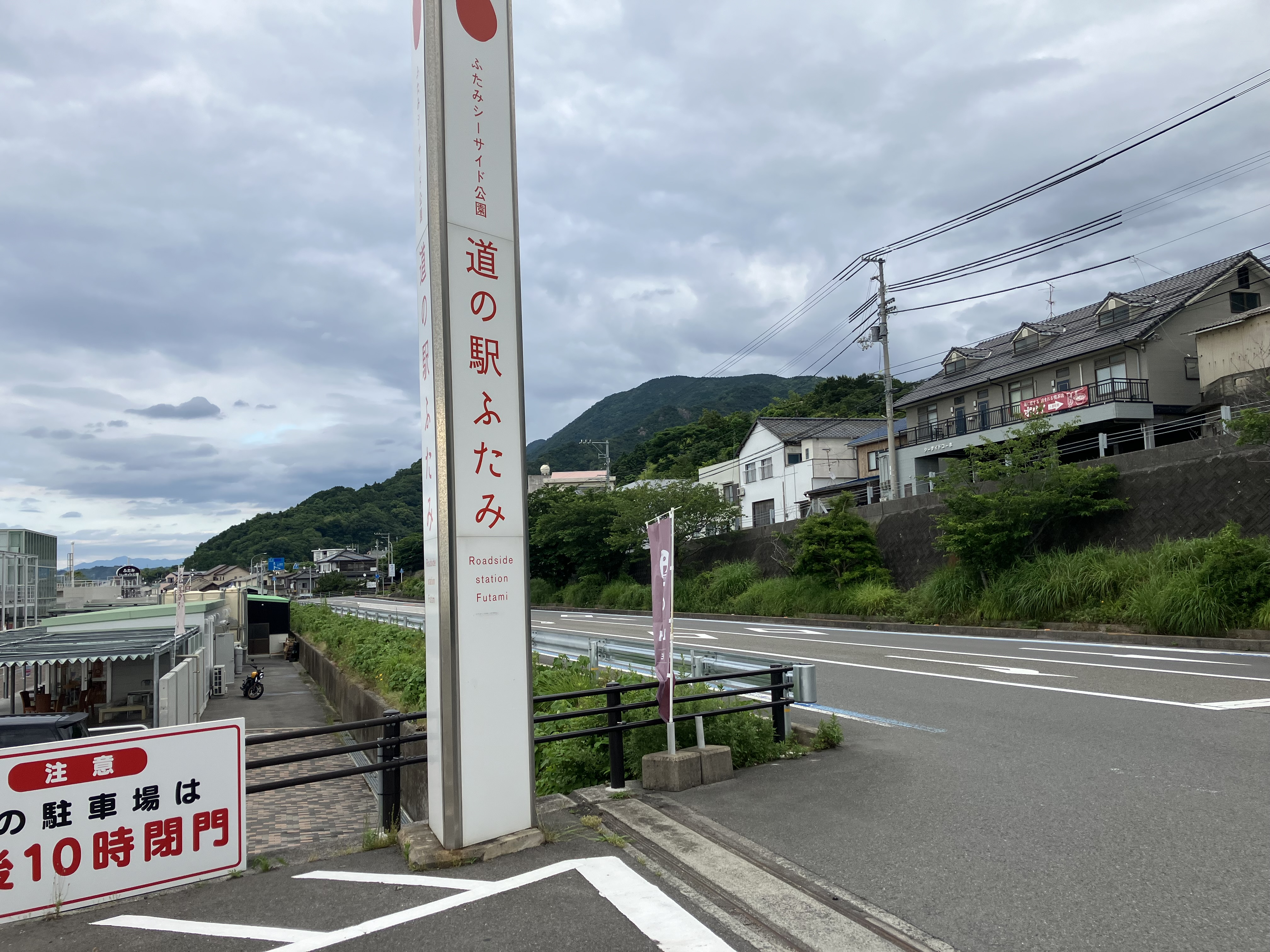
ふたみ入口（2025年6月）

## アクセス
- 予讃線伊予上灘駅から徒歩3分

## 周辺施設
- ふたみ潮風ふれあい公園
- 道の駅ふたみ
- 上灘漁港
- 伊予市役所双海地域事務所（旧双海町役場）